# (200269) 1999 XO110
(200269) 1999 XO110 es un asteroide perteneciente al cinturón de asteroides, descubierto el 5 de diciembre de 1999 por el equipo del Catalina Sky Survey desde el Catalina Sky Survey, Arizona, Estados Unidos.

## Designación y nombre
Designado provisionalmente como 1999 XO110.

## Características orbitales
1999 XO110 está situado a una distancia media del Sol de 2,653 ua, pudiendo alejarse hasta 3,250 ua y acercarse hasta 2,056 ua. Su excentricidad es 0,225 y la inclinación orbital 14,61 grados. Emplea 1578,85 días en completar una órbita alrededor del Sol.

## Características físicas
La magnitud absoluta de 1999 XO110 es 15,7.